# Ревір (Міссурі)
Ревір (англ. Revere) — селище (англ. village) в США, в окрузі Кларк штату Міссурі. Населення — 76 осіб (2020).

## Географія
Ревір розташований за координатами 40°29′40″ пн. ш. 91°40′35″ зх. д. / 40.49444° пн. ш. 91.67639° зх. д. (40.494370, -91.676299).  За даними Бюро перепису населення США в 2010 році селище мало площу 0,48 км², уся площа — суходіл.

## Демографія
Згідно з переписом 2010 року, у місті мешкало 79 осіб у 36 домогосподарствах у складі 24 родин. Густота населення становила 164 особи/км².  Було 41 помешкання (85/км²).
Расовий склад населення:
| - 93,7 % — білих - 1,3 % — азіатів |

До двох чи більше рас належало 5,1 %. Частка іспаномовних становила 1,3 % від усіх жителів.
За віковим діапазоном населення розподілялося таким чином: 19,0 % — особи молодші 18 років, 67,1 % — особи у віці 18—64 років, 13,9 % — особи у віці 65 років та старші. Медіана віку мешканця становила 48,8 року. На 100 осіб жіночої статі у місті припадало 113,5 чоловіків;  на 100 жінок у віці від 18 років та старших — 106,5 чоловіків також старших 18 років.
Середній дохід на одне домашнє господарство  становив 40 000 доларів США (медіана — 41 458), а середній дохід на одну сім'ю — 48 583 долари (медіана — 53 750). За межею бідності перебувало 13,3 % осіб, у тому числі 27,8 % дітей у віці до 18 років та 0,0 % осіб у віці 65 років та старших.
Цивільне працевлаштоване населення становило 33 особи. Основні галузі зайнятості: виробництво — 39,4 %, роздрібна торгівля — 21,2 %, транспорт — 15,2 %, будівництво — 12,1 %.